# Duga Međa
Duga Međa – wieś w Chorwacji, w żupanii virowiticko-podrawskiej, w gminie Zdenci. W 2011 roku liczyła 196 mieszkańców.